# أصوات يهودية مستقلة
أصوات يهودية مستقلة هي منظمة يهودية بريطانية غير حكومية تأسست في المملكة المتحدة 5 شباط (فبراير) عام 2007 وضمت إليها 150 عضوًا يهوديًا بريطانيًا، وكان من بين أعضائها البارزين الكاتب المسرحي البريطاني الحائز على جائزة نوبل في الأدب هارولد بينتر، والمؤرخ البريطاني إريك هوبسباوم، والمحامي البريطاني السير جيفري بيندمان، والليدي إلين داريندورف، والمخرج السينمائي مايك لي، والممثل ستيفن فراي، والممثلة زوي واناماكر.
نشأت المنظمة كنتيجة لسوء الفهم السائد بأن جميع اليهود البريطانيون يتحدثون بصوت واحد، وأن هذا الصوت داعم ومؤيد بالضرورة لسياسات الحكومة الإسرائيلية. صرحت منظمة أصوات يهودية مستقلة أنها تأسست لتمثيل اليهود البريطانيين ردًا على مزاعم الهيئات اليهودية الموجودة في المملكة المتحدة مثل مجلس نواب اليهود البريطانيين بأن جميع اليهود البريطانيين مؤيدين لإسرائيل.

## الإعلان
نص البيان التأسيسي لمنظمة أصوات يهودية مستقلة على الآتي:
نحن مجموعة من اليهود في بريطانيا من خلفيات ومهن وانتماءات متنوعة لدينا التزام قوي بالعدالة الاجتماعية وحقوق الإنسان العالمية. إننا نجتمع معًا في الاعتقاد بأن الطيف الواسع للرأي بين السكان اليهود في هذا البلد لا ينعكس في تلك المؤسسات التي تدعي أن لديها سلطة تمثيل المجتمع اليهودي ككل. نعتقد أيضًا أن الأفراد والجماعات في جميع المجتمعات يجب أن يشعروا بالحرية في التعبير عن آرائهم بشأن أي قضية تهم الجمهور دون أن يواجهوا اتهامات بعدم الولاء. لذلك قررنا تعزيز التعبير عن الأصوات اليهودية البديلة، لا سيما فيما يتعلق بالوضع الخطير في الشرق الأوسط، والذي يهدد مستقبل كل من الإسرائيليين والفلسطينيين وكذلك استقرار المنطقة بأكملها. 
أقر الموقعون على البيان التأسيسي أن المنظمة تسترشد بخمسة مبادئ رئيسية، وهي كما وردت في الإعلان:
- حقوق الإنسان عالمية وغير قابلة للتجزئة ويجب التمسك بها دون استثناء، وهذا ينطبق في إسرائيل والأراضي الفلسطينية المحتلة كما هو الحال في أي مكان آخر.
- للفلسطينيين والإسرائيليين على حد سواء الحق في السلام والأمن.
- يتطلب السلام والاستقرار استعداد جميع أطراف النزاع للامتثال للقانون الدولي.
- لا يوجد أي مبرر لأي شكل من أشكال العنصرية، والتي تشمل معاداة السامية أو العنصرية ضد العرب أو الإسلاموفوبيا، في أي ظرف من الظروف.
- تعتبر المعركة ضد معاداة السامية أمرًا حيويًا وه ما يتم تقويضه كلما وُصفت معارضة سياسات الحكومة الإسرائيلية تلقائيًا بأنها معادية للسامية.[3]

يذكر الموقعون على الإعلان معتقداتهم المشتركة بأن مصالح قوة محتلة لا يجب أن تكون أكثر أهمية من حقوق الإنسان لشعب محتل، وأن السكان الفلسطينيين في الضفة الغربية وقطاع غزة يواجهون ظروف معيشية مروعة بشكل يائس وليس لديهم سوى أمل ضئيل في المستقبل. كما يتعهد الموقّعون على البيان التأسيسي بدعم سلام يتم التفاوض عليه بشكل مناسب بين الشعبين الإسرائيلي والفلسطيني، ويعارضون أي محاولة تقوم بها الحكومة الإسرائيلية لفرض حلولها الخاصة على الفلسطينيين.

## الموقعون
كان من بين الموقعين على البيان التأسيسي لمنظمة أصوات يهودية مستقلة شخصيات بريطانية يهودية بارزة، ومنها:
- ليزا أبينيانيزي
- السير جيفري بيندمان
- جيرالد كوهين
- ستانلي كوهين
- ليدي إلين داريندورف
- جيني ديسكي
- نيكول فارهي
- ستيفن فراي
- ألكسندر جوهر
- إريك هوبسباوم
- آن جونغمان
- آن كاربف
- بيبان كيدرون
- بريان كلوغ
- ديفيد لان
- مايك. لي
- ستيفن لوكيس
- شولا ماركس
- مايك ماركوس
- آدم فيليبس
- هارولد بينتر
- نيجل رودلي
- جاكلين روز
- ليون روسلسون
- أندرو صامويلز
- ريتشارد سينيه
- آفي شلايم
- جيليان سلوفو
- شون سلوفو
- جانيت سوزمان
- زوي واناماكر
- سامي زبيدة
- ديفيد فيلدمان

## ردود الأفعال
وفقًا لمقالة كتبها أميرام بركات ونُشرت على صفحات صحيفة هآرتس العبرية بعنوان "مجلس النواب البريطاني يرفض انتقادات المجموعة اليهودية الجديدة" فقد رد المتحدث باسم مجلس النواب اليهودي البريطاني على تأسيس منظمة أصوات يهودية مستقلة قائلًا: 
إذا اختار بريان كلوغ والموقعون الآخرون على البيان التأسيسي لمنظمة أصوات يهودية مستقلة الانخراط مع مؤسسات الجالية اليهودية بدلاً من التغريد خارج السرب، فقد يجدون أن معظم اليهود يختلفون مع الكثير مما يقولونه.

## الموقف من حصار غزة
في مطلع عام 2008، وقع 250 عضوًا من منظمة أصوات يهودية مستقلة بيانًا بعنوان "أوقفوا حصار غزة!". طُبع البيان ونُشر كإعلان على صفحة كاملة من صفحات صحيفة التايمز. ودعا البيان إسرائيل إلى رفع حصارها الاقتصادي عن قطاع غزة، مع إدانة كل من العقاب الجماعي ضد أهالي غزة والهجمات الصاروخية الفلسطينية على إسرائيل، وحث الجانبين على الالتزام بوقف إطلاق النار.